# تیکاره
تیکاره شهری در شهرستان تیکاره در استان بام در بورکینافاسوی شمالی است و جمعیت آن ۵۳۴۴ نفر است.